# Alcobertas
Alcobertas est une freguesia (paroisse civile) portugaise située dans le concelho (commune) de Rio Maior et le district de Santarém.
Avec une superficie de 32,03 km2 et une population de 2 100 habitants (2001), la paroisse possède une densité de 63,5 hab/km2.